# Slip of the Tongue
Slip of the Tongue ist das achte Studioalbum der englischen Hardrock-Band Whitesnake. Es erschien im November 1989.

## Geschichte
Nachdem Gitarrist Vivian Campbell die Band nach der Tour zum äußerst erfolgreichen Album 1987 verlassen hatte, begann David Coverdale mit Adrian Vandenberg am Lake Tahoe mit dem Songwriting für das nächste Album. Ein Teil der Texte wurde von Coverdale auf Bora Bora fertiggestellt. Vandenberg verletzte sich jedoch, so dass er auf dem Album nicht spielen konnte. Nur etwas frühes Material aus den Pre-Recording-Sessions schaffte es auf das Album. Coverdale rekrutierte schnell den früheren Frank-Zappa-Gitarristen Steve Vai, der nahezu alle Gitarren auf dem Album einspielte.
Auf der Tour zum Album spielte die Band im August 1990 als Headliner beim Festival Monsters of Rock – der Auftritt wurde 2011 unter dem Titel Live at Donington 1990 veröffentlicht. Nach der Tour löste Coverdale die Band auf und nahm eine Auszeit, bevor er sich einer Zusammenarbeit mit Jimmy Page (Coverdale/Page, 1993) widmete.

## Rezeption
Sowohl in den USA als auch in Großbritannien erreichte das Album Platz zehn der jeweiligen Charts und Platin-Status in den USA. Dennoch wurde das Album mit gemischten Kritiken bedacht. Thom Jurek von Allmusic schrieb etwa, dass wenig von der Blues-basierten Identität der Band übrigbleibe. Das Album klinge mit seiner 80er-Produktion und den Keyboards sehr nach der Zeit, in der es entstanden ist. Er vergab drei von fünf Sternen.

## Titelliste
1. Slip of the Tongue (Coverdale, Vandenberg) – 5:20
2. Cheap an' Nasty (Coverdale, Vandenberg) – 3:28
3. Fool for Your Loving (Coverdale, Marsden, Moody) – 4:10
4. Now You’re Gone (Coverdale, Vandenberg) – 4:11
5. Kittens Got Claws (Coverdale, Vandenberg) – 5:00
6. Wings of the Storm (Coverdale, Vandenberg) – 5:00
7. The Deeper the Love (Coverdale, Vandenberg) – 4:22
8. Judgment Day (Coverdale, Vandenberg) – 5:15
9. Slow Poke Music (Coverdale, Vandenberg) – 3:59
10. Sailing Ships (Coverdale, Vandenberg) – 6:02